# فيكتور كو
فيكتور كو أو وينغ تشيونغ أو غو يونغتشيانغ (باللغة الصينية: 古永鏘، بالبينيين: Gǔ Yǒngqiāng) عمل كرئيس شركة سوهو قبل مغادرته لتأسيس موقع الفيديو المشترك يوكو في عام 2006 والذي دمج مع تودو في عام 2012، مؤسسًا بذلك أحد بوابات الفيديو الأولى في الصين. قبل الإعلان عن الاندماج بين المؤسستين، كان يوكو هو الموقع رقم 11 في الصين وكان تودو رقم 14.

## التعليم
حصل كو على ماجستير في إدارة الأعمال من كلية ستانفورد للأعمال وبكالوريوس من جامعة كاليفورنيا في بيركلي.

## الثروة
بعد إدراج يوكو لعام 2010 في بورصة نيويورك، أصبح كو ملياردير.

## الحياة الشخصية
ولد كو في هونغ كونغ عام 1966. والده من قوانغتشو وأمه من تيانجين. لديه أخت واحدة.

## روابط خارجية
- عمالقة رقمية: فيكتور كو 12 مارس 2010 news.bbc.co.uk